# Симеон Аспарухов
Симеон Аспарухов е български поет.

## Биография
Симеон Аспарухов е роден на 31 май 1977 г. в София. Като ученик е бил репортер в студентското радио „Га-га“, към БНР „Христо Ботев“. Продължително време се занимава с психодрама, впоследствие изучава психология във Великотърновски университет „Св.Св. Кирил и Методий“. През 2009 г. се квалифицира и като данъчен и митнически посредник в Българска търговско-промишлена палата.
Стихотворения и разкази на Симеон Аспарухов са публикувани в периодичния печат: в. „Словото днес“, в. „България днес“; в електронните издания на „Литературен свят“, списание „Нова асоциална поезия“, „Е-същност“, „Manu propria", "Четилище", както и в алманах за балканска поезия, издаден в Сърбия. Бил е курсист в творческа академия „Валери Петров“.
Дебютната му книга с поезия носи името „Дни за обичане“ и излиза от печат през 2017 г. в издателство „Фабрика за книги“ под редакцията на Ива Спиридонова. Заедно с нея представят творчеството си по покана на различни културни центрове, читалища и библиотеки в различни градове в България. През януари 2018 г. двамата основават издателство „Библиотека България“, което да издава българска поезия и белетристика, най-вече на млади и прохождащи поети. Първата издадена книга в него е съвместен проект с поета Емилиан Примов, книга-диалог, озаглавена „Говорим за Нея“. Приходите от целия тираж са преведени по дарителска сметка за благотворителната кауза „Дари надежда на Сияна“.
През октомври 2017 г. в премиерата на „Дни за обичане“ вземат участие актьорите Милица Гладнишка и Симеон Владов, както и музикантите Агнес Данкова – пиано и Боян Цонев – виолончело. Домакин на събитието е столичният клуб „Studio5“, а гостите надхвърлят 300 души.
Симеон Аспарухов е един от претендентите в ХLVI Национален конкурс за дебютна литература „Южна пролет“ – Хасково 2018 г., категория „Поезия“. Участва неколкократно като разказвач в радио-романи, излъчени на честотите на БНР „Христо Ботев“. Съавтор е в музикално-поетичните спектакли „Отражения“, представен от танцова формация „Софистик-Живо“ в НДК, „Светлина в душата“, представен от струнен квартет „Класик Арт“ от Софийска филхармония на камерна сцена в зала „България“ и „НАСАМ(Е)“, представен от театрална група „Клас 5х5“ в клуб „Ялта“. През 2019 г., заедно със Станислава Пирчева-Ава, води рубриката „Разхвърлян Ум“ в предаването „Нощен хоризонт“ в БНР, програма „Хоризонт“.
Занимава се с любителска фотография, изобразително изкуство, графичен дизайн, поддържа музикален блог, пише поезия, кратки разкази, импресии и миниатюри. Редактор е на няколко стихосбирки и книги с разкази от съвременни автори, пише анотации и ревюта за български писатели, представя и интервюира артисти, художници, писатели, музиканти, фотографи в официалната страница на издателство „Библиотека България“. Поддържа поредицата „Това е България“ в месечното двуезично списание на Аерогара София, „Fly Guide“. Член на Асоциацията на младите български писатели, участник в литературното движение Нова Асоциална Поезия. През 2020 г. подготвя излизането на третата си (самостоятелна) книга с поезия, с редактор поетесата Маргарита Петкова.